# سیارک ۲۵۰۴۹
سیارک ۲۵۰۴۹ (به انگلیسی: 25049 Christofnorn، نامگذاری:1998QS45) بیست و پنج هزار و چهل و نهمین سیارک کشف شده‌است که در ۱۷ اوت ۱۹۹۸ کشف شد.
قدر مطلق سیارک برابر ۱۴.۱ است.